# Hublot (azienda)
Hublot è un'azienda produttrice di orologi di lusso fondata nel 1980 da Carlo Crocco, oggi è controllata dalla holding francese specializzata in beni di lusso LVMH.

## Storia

### Gli inizi e l'idea
La storia del marchio iniziò nel 1976 quando Carlo Crocco, rampollo del gruppo italiano Binda produttore di orologi Breil, lasciò l'azienda per mettersi in proprio.
Trasferitosi in Svizzera formò il gruppo MDM Geneve e iniziò lo studio e la progettazione degli orologi Hublot (inizialmente con movimento al quarzo), nome derivante dalla parola francese oblò.
Questi orologi si ispirano all'arte della fusione, cioè la combinazione di materiali diversi tra loro, come ad esempio l'oro e la gomma naturale, materiale per il quale ci vollero 3 anni di studi e prove prima di poterla utilizzare correttamente su di un orologio. È proprio la fusione che accompagna il marchio (che da MDM Geneve cambia nome in Hublot, identificandosi con il suo modello più iconico) per tutta la sua storia, tanto che ancora oggi il modello più celebre dell'Hublot si chiama Classic Fusion. Un'altra scelta stilistica vincente, che richiama ancora una volta i boccaporti delle navi, è la decorazione della lunetta con dodici viti in titanio, che fungono da indici.

### 1980-1990: il debutto e il successo
Nonostante non fosse riuscito ad attirare un solo cliente il giorno del suo debutto a Baselworld 1980, l'orologio fu un successo commerciale e le entrate arrivarono sui 2 milioni di dollari.

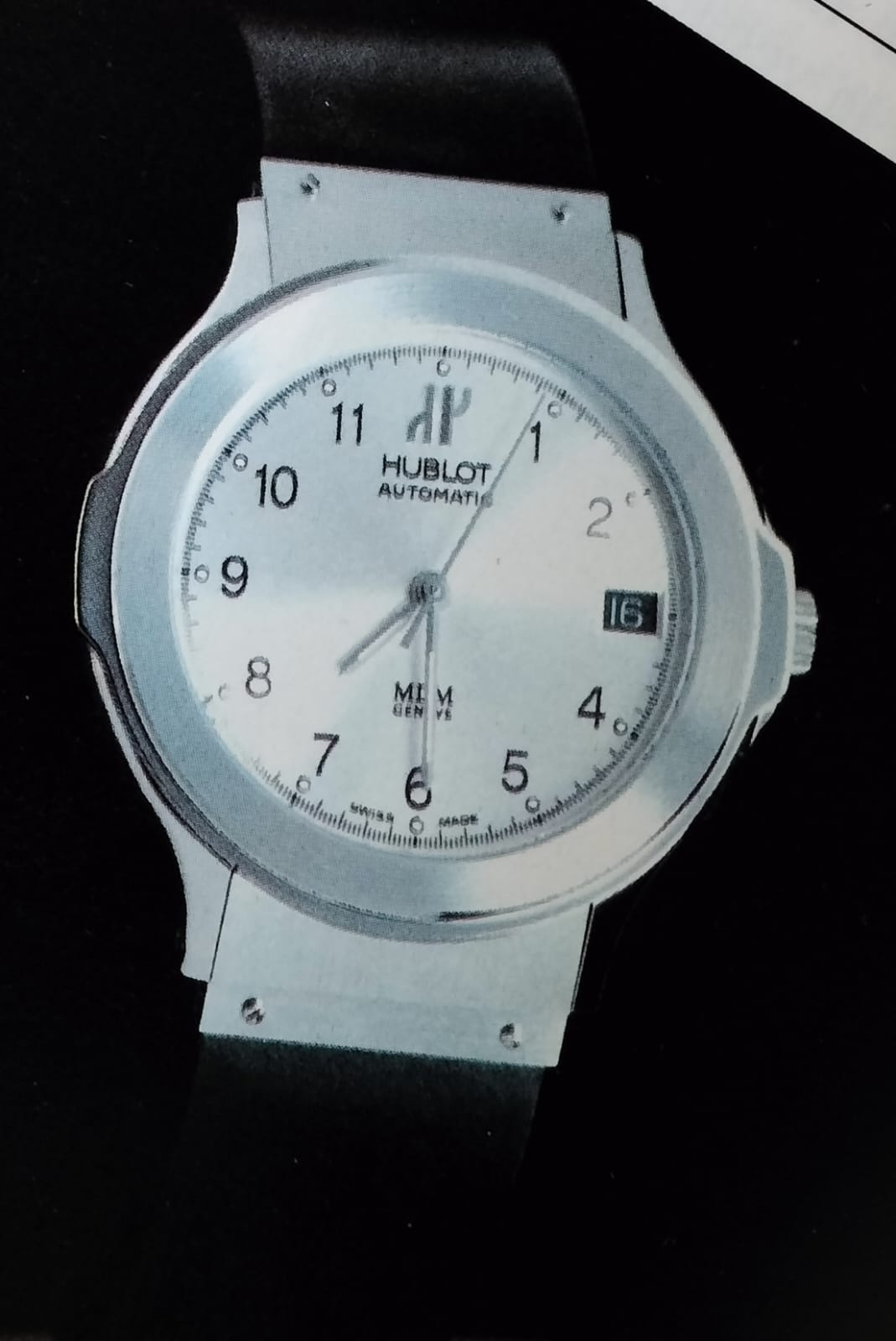
Uno dei primi MDM Hublot automatici privo delle viti sulla ghiera, risalente agli inizi degli anni '90

Nel 1991 l'MDM Hublot viene aggiornato esteticamente e presentato in versione automatica, senza le viti sulla lunetta, e con corona di carica a vite che consente l'impermeabilità a 50 metri.

Alla versione solotempo seguono anche i modelli diver (il Plongeur Professional) e cronografo. Con il tempo il marchio conquista una buona fascia di pubblico, che vede nell'Hublot un orologio moderno e versatile, declinato in diverse complicazioni sportive, ed anche in alcune varianti eleganti (non mancano, ad esempio, decorazioni di quadranti con smalto). I movimenti, sia al quarzo sia meccanici, sono di fornitura di terze parti. Nel corso degli anni ci sono alcune variazioni sul tema (come ad esempio la proposizione di una lunetta liscia senza viti, l'inserimento dei numeri romani, l'introduzione di coperchi a scatto che coprono il quadrante), ma l'estetica di base resta la medesima.

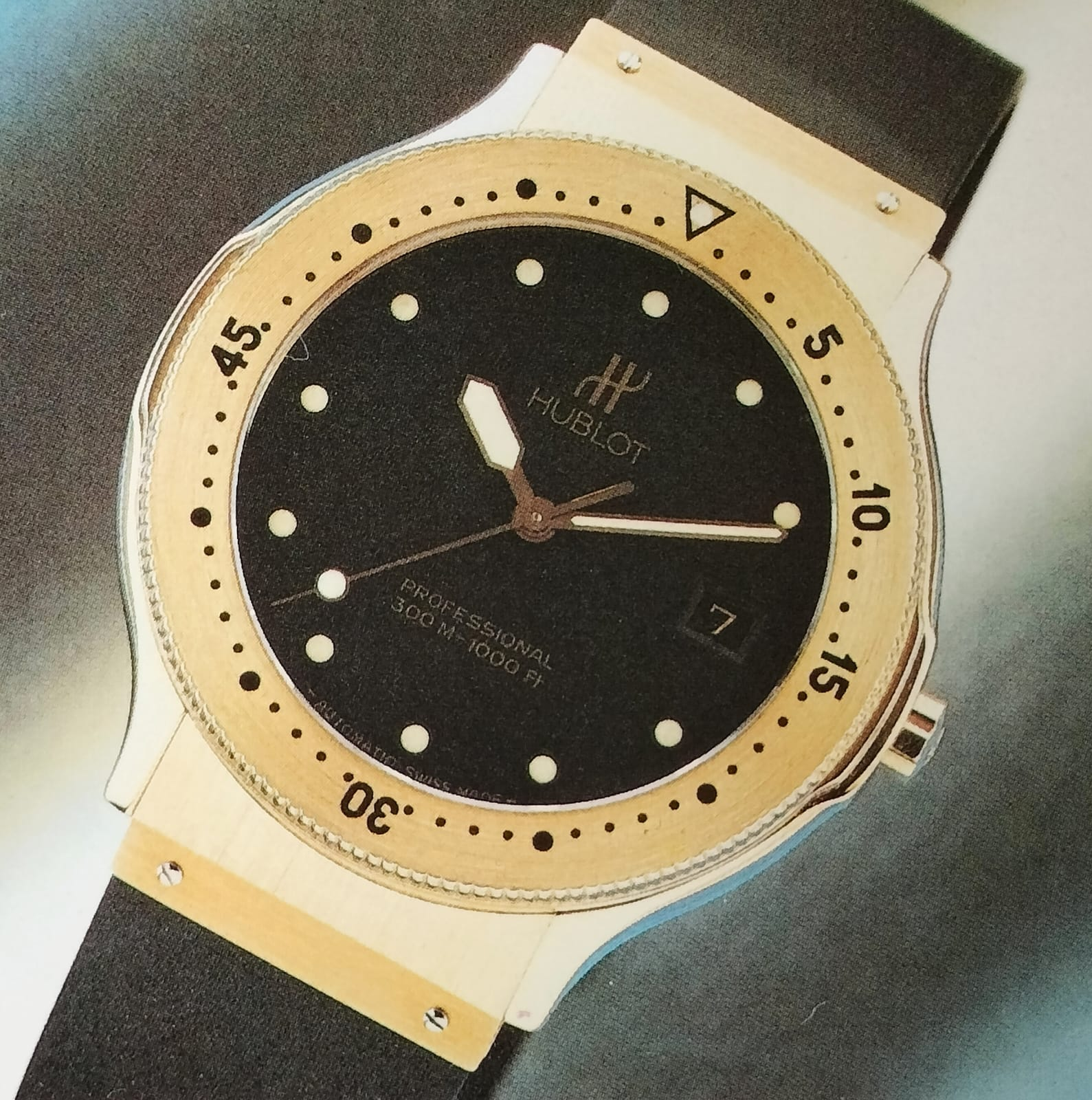
L'Hublot Plongeur Professional è un diver in oro giallo con movimento automatico impermeabile a 30 atmosfere e dallo spessore inferiore ai 10 millimetri

Il posizionamento del marchio non vuole strizzare l'occhio alle masse, ma collocarsi nel settore del lusso: ad esempio nel 1991 il Plongeur Professional in oro costava all'incirca 10 milioni di lire (circa quanto un Vacheron Constantin in oro con calendario), mentre un GMT o un solotempo, entrambi in oro, circa 8 milioni di lire (più o meno il doppio di un Rolex Cellini in oro bianco e poco oltre un Omega Louis Brandt cronografo in oro).

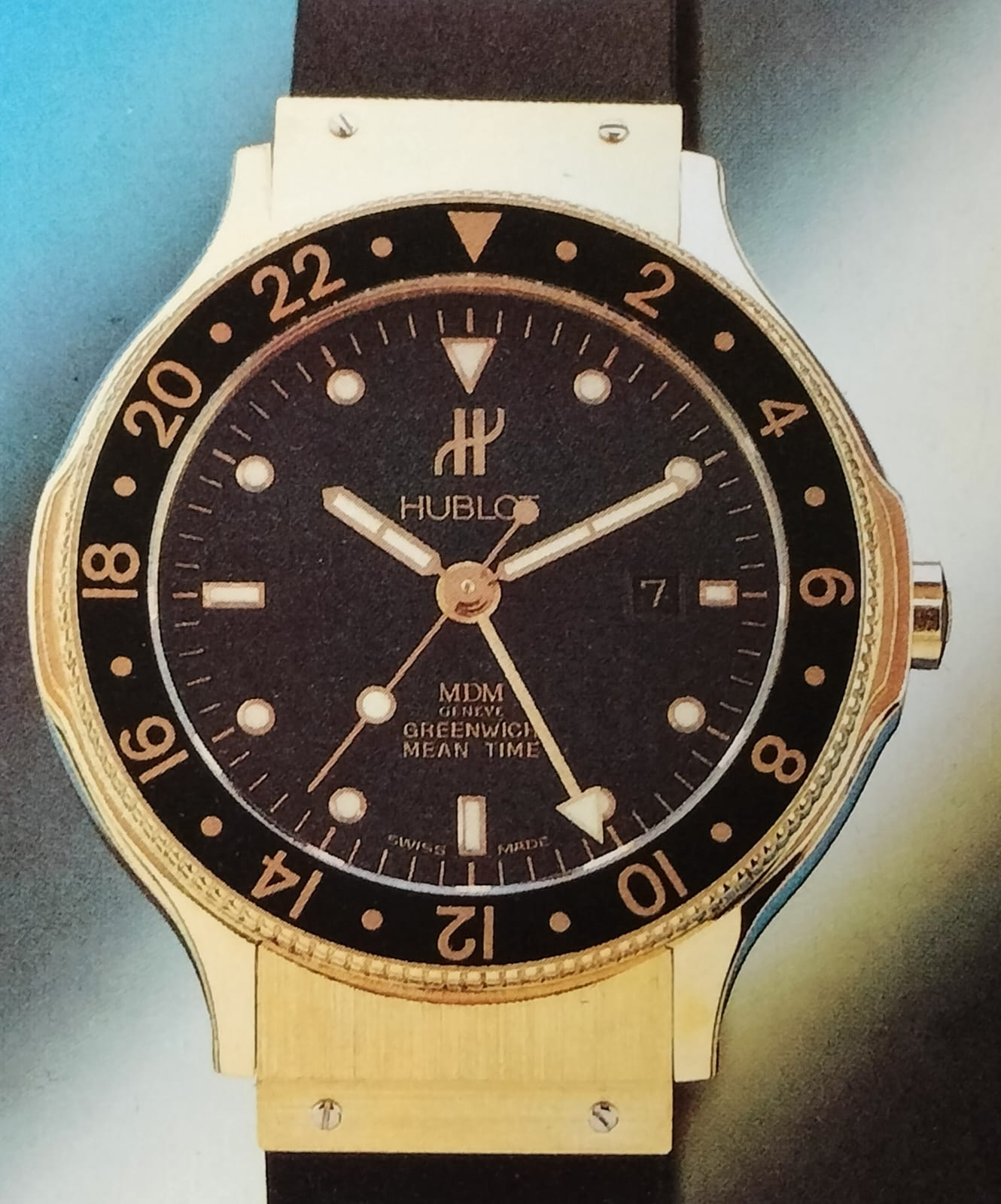
Hublot GMT, inizio anni '90

### 2000: L'era Biver
A causa degli impegni nella progettazione e design di nuovi orologi e nell'associazione benefica Hand-In-Hand, che aiuta i bambini di tutto il mondo, Crocco ricercò un suo sostituto alla guida della casa orologiera.
Nel maggio 2004 Jean-Claude Biver, dopo aver contribuito a rilanciare Blancpain e Omega, fuoriesce dallo Swatch Group assumendo le funzioni di amministratore delegato di Hublot, diventando anche membro di minoranza del consiglio di amministrazione con una quota proprietaria attorno al 20%.
Con l'inserimento di Biver, il marchio trova nuova forza propulsiva e nel 2005 viene lanciato il cronografi Big Bang che viene premiato con riconoscimenti internazionali per il design: il "2005 Design Prize" al "Geneva Watchmaking Grand Prix", lo "Sports Watch Prize" al "Watch of the Year" in Giappone, e il premio "Best Oversized Watch" al "Watch of the Year" in Bahrain. Il Big Bang, come il suo predecessore Hublot (poi Classic Fusion), propone un'estetica audace e la fusione tra differenti materiali come la ceramica, il titanio, il caucciù, l'oro e il kevlar in base ai diversi modelli in cui è proposto.
Nel 2004 le vendite arrivarono a toccare i 24 milioni di franchi e a fine 2006 si sfiorarono i 100 milioni di franchi svizzeri, a testimonianza che il Big Bang si posiziona sulla medesima strada vincente dell'Hublot originale (oggi chiamato Classic Fusion). Ben presto il Big Bang diventa la linea di punta dell'azienda.
Successivamente vengono sviluppate nuove collezioni che comprendono il King Power, Masterpiece, Square (dalla linea quadrata), Classic Fusion e nuovi meccanismi, come il tourbillon, rattrappante, riserva di carica, gran data, e nuove combinazioni tra i materiali e nuove leghe sviluppate in casa Hublot, come l'Hublonium (una lega di alluminio e magnesio) e il King Gold (un oro esclusivo della casa con l'aggiunta del 5% di platino). Le dimensioni standard per i Big Bang sono 41 e 44 mm anche se nel 2007 è stata introdotta la versione per immersioni da 48 mm.
Nel 2006 Biver lancia la Hublot TV, canale sul web e primo del genere per un marchio di lusso, nel quale l'azienda informa il pubblico sulle sue novità.
Nel febbraio 2007, Hublot apre il suo primo concessionario a Parigi, in via Saint-Honoré, quindi il secondo sempre nell'estate di quell'anno, all'Hotel Byblos di Saint-Tropez e altri ne seguirono.

### 2010-2020: Il passaggio in LVMH
Nel 2008 Hublot diventa un marchio della holding del lusso LVMH, di cui fa parte ancora oggi assieme a Zenith, Bulgari, TAG Heuer, Louis Vuitton e Chaumet.
Nel 2009 fu inaugurato da Bernard Arnault e Jean-Claude Biver il nuovo stabilimento ad alta tecnologia esteso su di una superficie di circa 6000m² e situato sulla riva del Lago Lemano (lago di Ginevra), destinato alla produzione dei calibri più complicati e del movimento UNICO, un cronografo con ruota a colonne integrato sul lato del quadrante, concepito e realizzato interamente in casa Hublot. Verrà montato sui moderni King Power; il proprietario potrà far incidere le proprie iniziali sul porta scappamento (realizzato in silicio), e grazie alla sua possibilità di estrazione ai lati del quadrante le fasi di manutenzione dell'orologio saranno meno complicate.
A Baselworld 2009 la società introdusse un nuovo metodo per riconoscere gli orologi falsi: usando la smart card WiseKey i server Hublot distinguono gli orologi originali da quelli falsi.
Nel 2011 a Basilea è stato presentato il primo cronografo tourbillon, sviluppato per il circus della Formula 1. Questo movimento è montato su di un King Power in oro e ceramica, ed una sua particolarità è quella di ricordare alcuni componenti di una monoposto, come la lunetta e il bilanciere che sembrano i freni di una vettura di F1, mentre il cinturino è realizzato in Nomex, una fibra sintetica utilizzata per le tute dei piloti. Sempre nel 2011 Hublot stringe partnership con Ferrari, per la quale diventa sponsor e realizza diversi orologi personalizzati, anche con complicazioni di alto livello. Un esempio è l'Hublot MP-05 "LaFerrari" Sapphire, dotato di undici bariletti.
Un altro movimento sviluppato in-house interamente da Hublot è l'MP-11, un movimento meccanico che consente una riserva di carica di ben 14 giorni, proponendo sette bariletti affiancati che sono visibili nella parte inferiore del quadrante. Il movimento ha uno spessore inferiore ad 11 millimetri.
Nel 2011 la società ha 650 punti vendita e 40 boutique sparse nel mondo ridisegnate ed arredate dall'architetto statunitense Peter Marino.

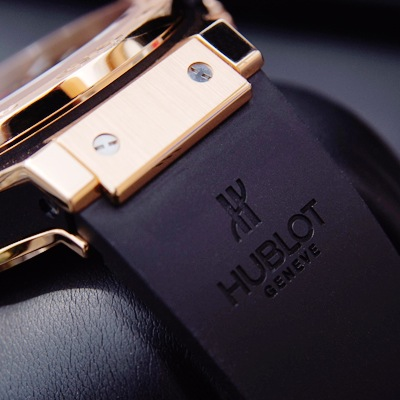
Dettaglio di un cinturino in gomma

Nel 2020, per il quarantesimo anniversario del primo Hublot, viene lanciato l'Hublot Classic Fusion 40 Years Anniversary.

## Sponsorizzazioni
Per pubblicizzare il marchio, Hublot iniziò nel 2008 una serie di sponsorizzazioni sportive. Col Manchester United stipulò un accordo pari a 4 milioni di sterline all'anno. Sempre nel 2008 fornì versioni speciali dei propri cronografi Big Bang agli arbitri di Euro 2008, e nel 2010, con conferma nel 2011 e 2012, venne nominato orologio ufficiale per il circus della Formula 1 e come orologio ufficiale anche per i campionati mondiali di calcio in Sudafrica 2010, del 2014 in Brasile, del 2018 in Russia e del 2022 in Qatar. Il 7 agosto 2012 ha siglato un accordo di tre anni di sponsorizzazione con la Juventus (in veste di Official Timekeeper).
Infine ha collaborato con il Financial Times sponsorizzando l'applicazione per I-Pad del giornale, ed è anche legato al mondo della vela attraverso lo Yacht Club di Monaco.

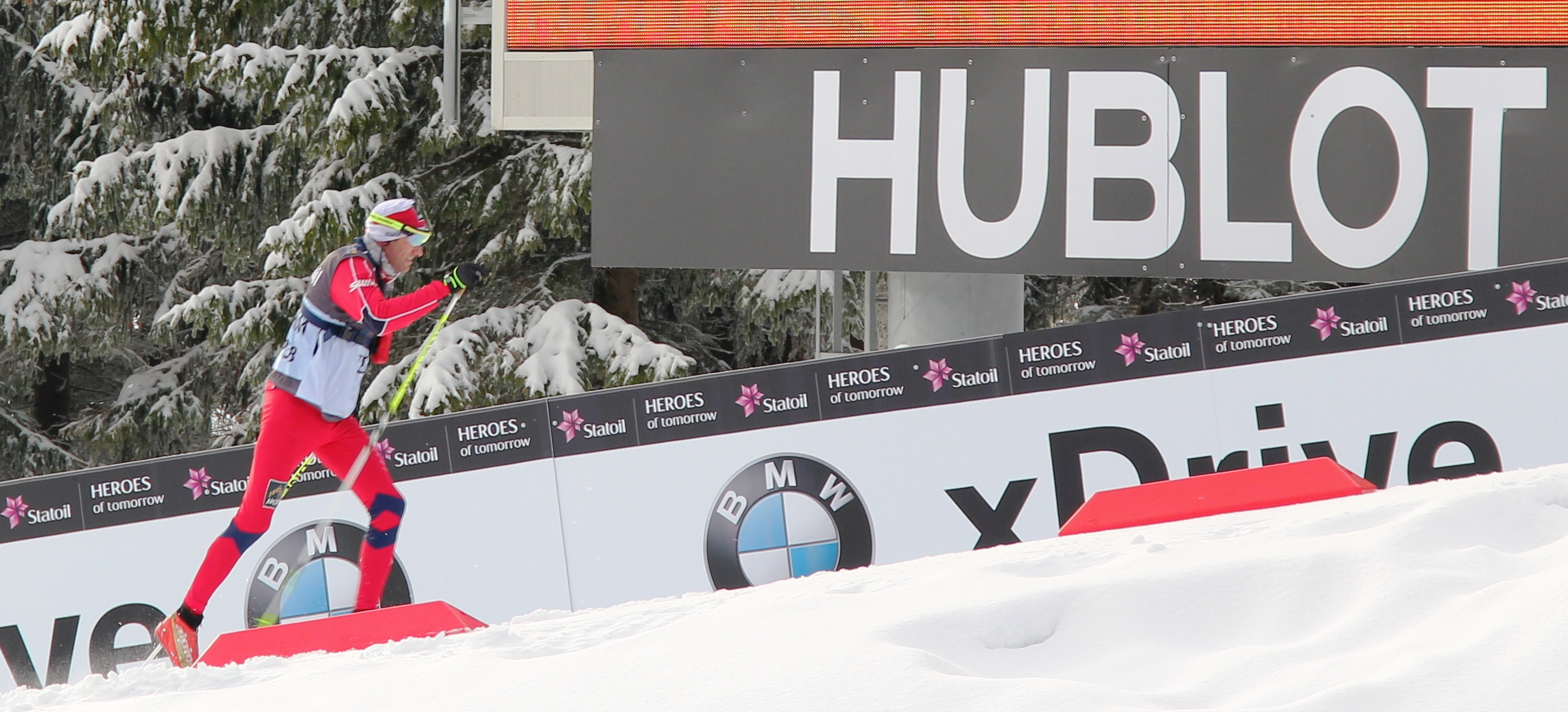
Orologio ufficiale nel Campionato del mondo si sci nordico del 2001 ad Oslo

### Ambasciatori
Durante l'inaugurazione del concessionario a Pechino, Biver ha presentato Jet Li come prossimo ambasciatore del marchio. Li stato è il primo ambasciatore asiatico del marchio e anche il primo attore a rappresentarlo. Altri testimonial sono Kylian Mbappé, Dwyane Wade, i familiari e l'istituto dedicato ad Ayrton Senna, la squadra del Manchester United, gli sciatori Maria Riesch, Bode Miller e Dario Cologna, l'ex velocista Usain Bolt oltre al tennista Novak Đoković ed il giocatore di polo Facundo Pieres.